# 神話 (シマノフスキ)

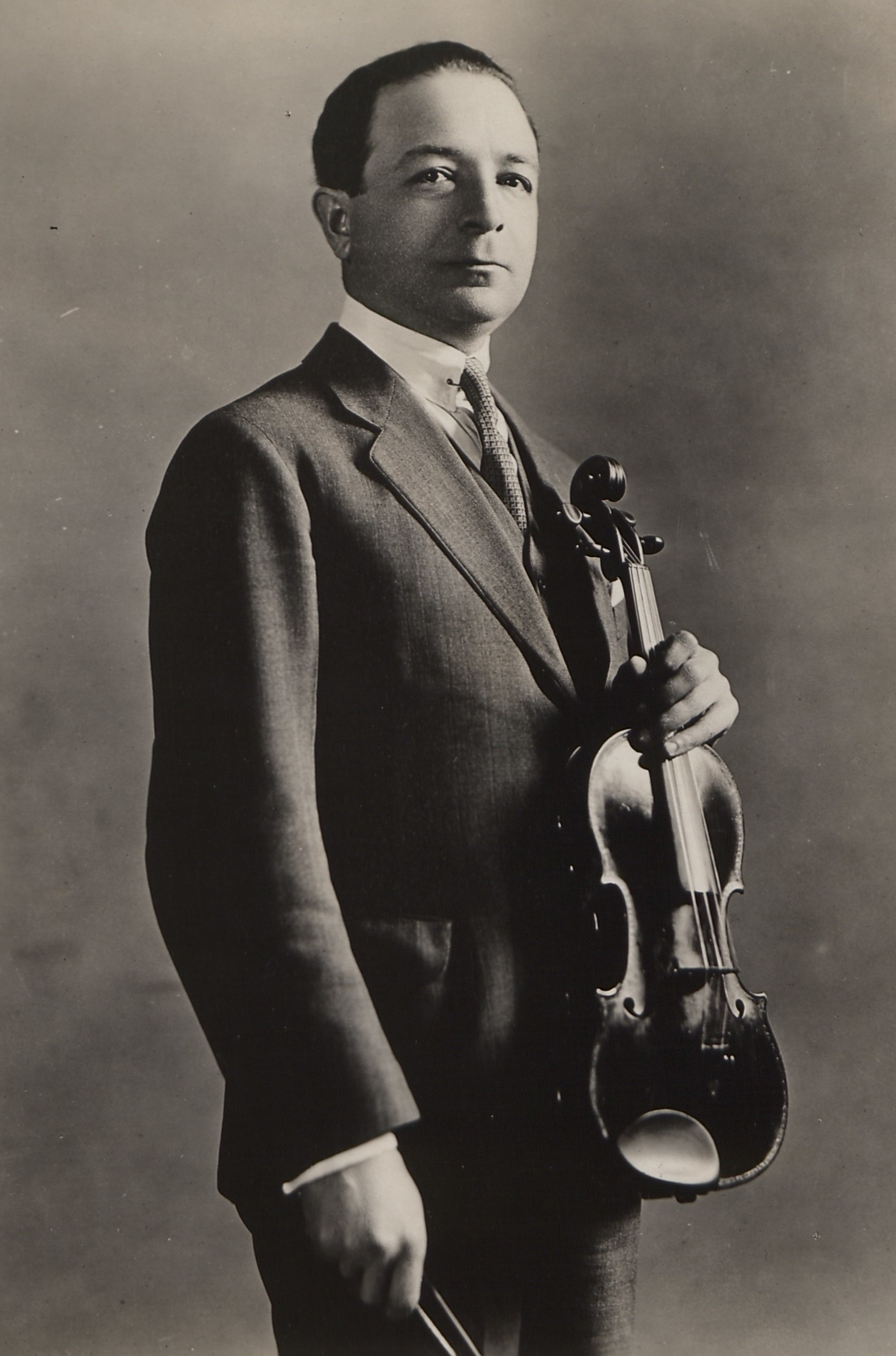
パウル・コハンスキ

神話 ヴァイオリンとピアノのための3つの詩曲 作品30（しんわ ヴァイオリンとピアノのための3つのしきょく さくひん30、ポーランド語: Mity. Trzy poematy na skrzypce i fortepian op. 30、仏: Mythes pour violon et piano op. 30）は、カロル・シマノフスキとパウル・コハンスキが1915年に作曲したヴァイオリンとピアノのための作品。ギリシア神話を題材とした標題音楽で、シマノフスキの代表作の一つである。

## 概要
シマノフスキの中期（印象主義時代）の作品。第一次世界大戦中の1915年3月から6月にかけて、ウクライナのザルジェで《夜想曲とタランテラ 作品28》と同時進行で作曲され、ヴァイオリニストであるパウル・コハンスキの妻ゾフィア・コハニスカに献呈された。《メトープ 作品29》（波: Metopy op. 29）、《仮面劇 作品34》（波: Maski op. 34）と合わせて「3M」と呼ばれる。これら3作品は、標題が暗示する雰囲気の表現を重視した小品3曲から成り立っている点や、古代文明や東方への強い関心の表れなど、共通した特徴を持っている。この曲では、フラジオレットやトレモロ、スル・ポンティチェロ、弓とピッツィカートの同時演奏、重音奏法、そして四分音などが用いられており、中には20世紀後半頃から一般的になる奏法も取り入れられている。
1915年4月5日、キエフでコハンスキとシマノフスキにより第1曲《アレトゥーサの泉》が初演された。1916年5月10日には、ウーマニで同じ2人により全曲が演奏された。1921年、ウニヴェルザール出版社から初版が出版された。

## 影響
シマノフスキのヴァイオリン作品はバルトーク・ベーラに影響を与えており、特にバルトークの2曲の《ヴァイオリンソナタ》は、この曲にヒントを得た部分がある。実際にバルトークはセーケイ・ゾルターンとともに《神話》を演奏し、ウニヴェルザール社に対して楽譜にある誤植の指摘も行った。また、セルゲイ・プロコフィエフはこの作品を聴いた後すぐにコハンスキのもとへ自身の《ヴァイオリン協奏曲第1番》の相談を持ちかけた。
シマノフスキ自身は、作曲後15年経った1930年3月5日付のゾフィア・コハニスカへの手紙の中で次のように書いている。

## 曲の構成

### 第1曲
副題は《アレトゥーサの泉》（波: Zródło Aretuzy、仏: La Fontaine d'Aréthuse）。作曲当初は《魅惑の泉》（波: Zaczarowane źródło、仏: La source enchantée）と題されていた。三部形式で、主音は変ホ、イで三全音の関係にある。
アレトゥーサはアルテミスに仕えるニンフの一人で、彼女に惚れたアルペイオスに追われてオルテュギア島に逃れ、泉に姿を変えた。アルペイオスは地下水となって海底を流れ後を追い、彼女の泉に己の水を混ぜたという。シマノフスキはこの泉を実際に訪れ、そのとき受けた印象をこの作品にまとめたという。これらの水の動きは変ホを主音とする五音音階とイ短調の複調で表される。
シマノフスキのヴァイオリン作品においてピアノの役割は異例なほどに大きく、時にはヴィルトゥオーソを動員しなければならない。特にこの曲について、伴奏者のジェラルド・ムーアは次のように書いている。

### 第2曲
副題は《ナルキッソス》（波: Narcyz、仏: Narcisse）。主音はロ。
冒頭部分は増四度と完全四度とを重ねた上層部と、その下にドミナント性の和音、装飾音とバスが奏でられる。
ミクソリディア旋法の中間部では二度と七度の平行和音が特徴的である。三全音が支配的であった《アレトゥーサの泉》とは対照的に、旋法性が優位に立っている。

### 第3曲
副題は《ドリュアデスとパン》（波: Driady i Pan、仏: Dryades et Pan）。主音はニ。
ドリュアスは木の精霊でドリュアデスはその複数形であり、パンは半人半獣の神。この曲は《神話》の中でも特に描写性が高く、冒頭部分では森の囁きを四分音で表現している。
中盤に現れる無伴奏のハーモニクスの旋律は、ドリュアスの派手な踊りがパンの笛で遮られる場面である。パンの笛をフラジオレットで表現している。シマノフスキのユーモラスでいたずら好きな一面が目につく作品である。

## 主な録音
- ワンダ・ウィウコミルスカ、アントーニオ・バルボーザ（コニサー・ソサエティ（英語版）、1973年[15]）
- イーゴリ・オイストラフ、ナターリア・セルツァオワ[注 3]（メロディア、1976年[15]）
- コンスタンティ・クルカ、イェジー・マルクウィンスキ（ポーランド語版）（Muza（英語版）、1978年[15]）
- カヤ・ダンチョフスカ、クリスティアン・ツィマーマン（ドイツ・グラモフォン、1980年[15]）
- ワンダ・ウィウコミルスカ、タデウシュ・チミエレフスキ（英語版）（Muza、1980年[15]）
- ウルフ・ヘルシャー、ミシェル・ベロフ（エレクトローラ、1982年[15]）